# Karl Friedrich Wilhelm Albrecht
Karl Friedrich Wilhelm Albrecht (* 16. Juni 1819 in Dessau; † 20. Oktober 1904 in Steglitz) war ein Kommunalpolitiker der damals noch selbstständigen Gemeinde Steglitz, heute Ortsteil von Berlin.

## Leben
Albrecht war von 1875 bis 1884 Gemeindeverordneter von Steglitz. Als Gemeindeverordneter machte er sich um den Eisenbahnhaltepunkt Steglitz verdient. Nach ihm wurde bereits vor 1870 die Albrechtstraße in Steglitz benannt.

## Albrechtshof 1863–1967
Albrecht erbaute 1863 an der Schloßstraße den Albrechtshof, einen Mehrzweckbau mit Hotel, Restaurant und Theater. Im Jahre 1871 pflanzte er vor seinem Grundstück zur Erinnerung an die Siege der Jahre 1870/71 die Friedenseiche, die heute noch steht.
Im Bereich des von ihm erbauten Gebäudes befand sich von 1912 bis 1967 das Kino Albrechtshof-Lichtspiele. Danach wurde der gesamte Komplex abgerissen und auf dem Grundstück der Steglitzer Kreisel erbaut.